# Knihovna Josepha S. Stauffera
Knihovna Josepha S. Stauffera je hlavní knihovna sociálních věd a humanitních věd Queen's University v Kingstonu, Ontario, Kanada. Stavba byla dokončena v roce 1994 za cenu 42 milionů USD, financovaná částečně vládou Ontaria a nadací Josepha S. Stauffera.
Knihovna je největší budovou univerzitního kampusu a postmoderní architektura odkazuje na novogotický styl (architektonická firma Kuwabara Payne McKenna Blumberg Architects (KPMB)). Získala Governor General's Award 1997 za architekturu.
Mezi funkce knihovny patří:
- adaptivní technologické centrum
- sbírka umění
- MADGIC - mapové a datové informační centrum
- mapová a letecká fotografická sbírka
- datové centrum pro sociální vědy
- středisko udržitelnosti Wallach-Groome

Knihovna je členem Asociace výzkumných knihoven, Kanadské asociace výzkumných knihoven a rady univerzitních knihoven v Ontariu. Přispívá k Open Content Alliance.